# Emily Freeman
Emily Kaye Freeman (* 24. November 1980 in Huddersfield) ist eine ehemalige britische Sprinterin, die heute als Triathletin aktiv ist.

## Werdegang
2006 gewann sie bei den Europameisterschaften in Göteborg mit dem britischen Team Silber in der 4-mal-100-Meter-Staffel. 2007 kam sie mit der britischen 4-mal-100-Meter-Stafette bei den Weltmeisterschaften in Osaka auf den vierten Platz.

### Olympische Spiele 2008
Bei den Olympischen Spielen 2008 in Peking erreichte sie über 200 Meter das Halbfinale. Die britische 4-mal-100-Meter-Stafette erreichte im Finale nicht das Ziel, nachdem Montell Douglas und Freeman die Übergabe des Staffelstabes missglückte.
2009 wurde sie bei den Weltmeisterschaften in Berlin über 200 Meter Siebte und in der Staffel Sechste.
2008 und 2009 wurde sie britische Meisterin über 200 Meter.

### Triathlon seit 2019
Im Juli 2019 wurde Emily Kaye Freeman Dritte beim Ironman UK (3,86 km Schwimmen, 180,2 km Radfahren und 42,195 km Laufen).
2022 wurde die 41-Jährige im Juni Zweite auf der halben Ironman-Distanz beim Ironman 70.3 Staffordshire (1,9 km Schwimmen, 90 km Radfahren und 21,1 km Laufen).

## Persönliche Bestzeiten
- 100 m: 11,33 s, 14. Juni 2009, Berlin
- 200 m: 22,64 s, 20. August 2009, Berlin
  - Halle: 23,67 s, 28. Januar 2001, Birmingham
- 400 m: 53,31 s, 20. Mai 2007, Loughborough

## Sportliche Erfolge
| Datum/Jahr    | Rang | Wettbewerb                 | Austragungsort | Zeit     | Bemerkung |
| ------------- | ---- | -------------------------- | -------------- | -------- | --------- |
| 12. Juni 2022 | 2    | Ironman 70.3 Staffordshire | Staffordshire  | 04:41:07 |           |
| 15. Juli 2019 | 3    | Ironman UK                 | Bolton         |          |           |

(DNF – Did Not Finish)